# Amber Liu
Amber Josephine Liu (Los Ángeles, California, 18 de septiembre de 1992), más conocida como Amber, es una rapera, cantante, compositora, bailarina, modelo y presentadora taiwanesa-estadounidense. Forma parte del grupo femenino surcoreano f(x), y además, en febrero de 2015, debutó en solitario con su primer miniálbum Beautiful.

## Primeros años
Amber Liu nació el 18 de septiembre de 1992 en Los Ángeles, California. Sus padres son taiwaneses y además tiene una hermana mayor. Tiempo después se trasladó a Taiwán para luego volver a Estados Unidos. Amber habla inglés, chino y coreano con fluidez.
En el 2007 hizo una audición de “SM Global Audition” en Los Ángeles, donde fue aceptada. Asistió a la escuela secundaria en Los Ángeles antes de mudarse a Corea del Sur para empezar el proceso de iniciación y convertirse en cantante en la compañía SM Entertainment.

## Carrera

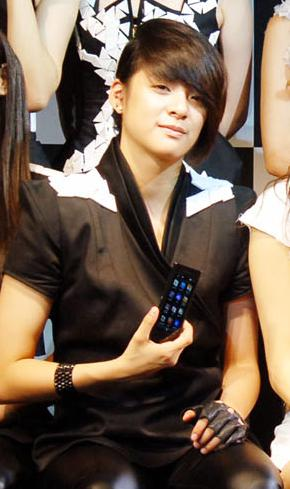
Amber Liu en una performance para LG Electronics en 2009.

### f(x)
Amber debutó en el grupo femenino f(x) tras un año y medio de instrucción en SM Entertainment. Ha compuesto y escrito varias canciones para el grupo, como Goodbye Summer que fue incluida en su segundo álbum de estudio Pink Tape, o Summer Lover de su tercer álbum de estudio Red Light. Aparte de sus colaboraciones con otros artistas, Amber también ha trabajado con sus compañeras de grupo Luna y Krystal para la banda sonora del drama God of Study con la canción llamada Spread it's Wings.

### Carrera en solitario

#### Música
Amber colabora frecuentemente con otros artistas de SM Entertainment. Acompañó como rapera y bailarina a su compañera de agencia, Yuri de Girls' Generation cuando  interpretó la canción de Ciara «1, 2 Step» en un concierto realizado el 19 y 20 de diciembre de 2009 en Seúl. La canción fue incluida en el primer álbum en vivo de Girls' Generation. En junio de 2010, Amber colaboró con el cantante taiwanés Dason Tang en «I'm Back», canción principal de su tercer álbum de estudio, rapeando tanto en inglés como en chino y haciendo su aparición en el video musical. En 2013, Amber colaboró en la canción 1-4-3 (I Love You) del álbum debut de su amigo y compañero de agencia, Henry Lau.
El 13 de febrero de 2015, Amber realizó su debut oficial como cantante solista con su primer EP titulado Beautiful convirtiéndose así en la primera de su grupo en iniciar su carrera en solitario. La canción principal, Shake That Brass contó con la colaboración de Taeyeon de Girls' Generation. Unos días antes del lanzamiento del álbum, publicó el video de Beautiful, otro tema del álbum, que muestra imágenes de la infancia de la cantante y de su etapa como miembro de f(x). La letra cuenta las dificultades a las que se enfrentó mientras perseguía su sueño de ser artista. El EP se posicionó segundo en la lista Billboard's World Albums y en el puesto 19 en Heatseekers Albums. De acuerdo con Jeff Benjamin de Billboard K-Town, estas posiciones demuestran un gran base de fanes a nivel internacional. El 18 de septiembre de 2015 publicó una segunda versión del video musical de Beautiful como regalo para sus fanes.
En el año 2016, Amber participó en el proyecto SM Station del mes de marzo con el sencillo Borders, una canción enteramente en inglés. En el mes de mayo, publicó un video de la canción On My Own junto con Gen Neo y a finales de mes, publicó el video de la canción Need To Feel Needed. En septiembre, se hizo pública la colaboración de Amber y el DJ japonés Ksuke llamada Breathe Again también como parte del proyecto SM Station.
En 2017, el único material que ha publicado la artista son dos colaboraciones, la primera el 26 de junio con la artista Shannon en la versión inglesa de la canción Love Don't Hurt. y la segunda con Superfruit, una unidad compuesta por dos miembros del grupo a capela estadounidense Pentatonix, en la canción Fantasy.
A principios de 2018 publicó junto a su compañera de grupo la canción Lower. El video de dicha canción está dirigido y editado por la propia Amber. En febrero, la artista empezó a promocionar en las redes sociales un nuevo proyecto en solitario llamado Rogue Rouge mixtape que ya ha salido a la luz.

#### Televisión
Amber ha participado en varios programas de televisión. De octubre de 2011 hasta abril de 2012, formó parte del programa de variedades Invincible Youth hasta que abandonó el espacio para prepararse para el debut japonés de su grupo. Posteriormente fue la presentadora del programa musical de MBC Music Show Champion junto a Eunjung de T-ara durante un año; ambas dejaron el programa el 18 de diciembre de 2013. El 6 de junio de 2014, ingresó como presentadora para la tercera temporada del programa de KBS A Song for You junto a Kangin de Super Junior y Yook Sungjae de BtoB, además de ser la anfitriona de la edición global de We Got Married. En el mismo año, apareció junto a la cantante Ailee en el programa One Fine Day, emitido por MBC Music. El 31 de diciembre, se confirmó su participación como parte del elenco del segundo especial femenino de Real Men.
Durante el año 2015, Amber ha aparecido en diversos programas de televisión. El 4 de marzo apareció en Radio Star. El 30 de abril, Amber junto a Henry Lau fueron invitados a Happy Together en el especial Oh~ Brother. El 5 de mayo, Amber participó en el episodio 248 del programa Running Man junto a Nichkhun de 2PM, Henry Lau, Park Joon Hyung de G.o.d., y Kangnam de M.I.B. El 11 de junio, SM Entertainment confirmó que Amber se uniría al programa chino Top Gun como integrante fija, donde intentará convertirse en piloto junto con otras estrellas chinas. El 27 de junio del mismo año, se confirmó que Amber había sido nuevamente elegida como presentadora de la cuarta temporada del programa A Song For You y que estaría acompañada por Kangin de Super Junior y Gongchan de B1A4.
En el año 2016, participó en los episodios 19 y 20 del programa Touch Q e hizo una aparición en la edición 21 de los Asian Television Awards cantando dos de sus temas solitarios principales, Shake That Brass y el tema en inglés Borders. Fue también en 2016, cuando participó en su primer drama coreano llamado Entourage basado en la serie americana con el mismo nombre (El séquito en español).
Las apariciones de Amber en televisión en el año 2017 se reducen al episodio doble del reality Elementary School Teacher un programa en el que niños coreanos enseñaban expresiones típicas coreanas a artistas extranjeros, que luego competían entre ellos pera ganar un premio. En este programa estaba junto a compañeros de agencia como Henry Lau, Ten del grupo NCT además de artistas de otras discográficas como The8, perteneciente al grupo Seventeen, Momo de Twice, Kangnam de M.I.B y la aparición especial de Nichkhun de 2PM.

#### Cine
En 2017, se confirmó la participación de Amber en la grabación de la película independiente estadounidense The Eagle and The Albatross de la directora Angela Shelton que tiene como fecha de estreno 2018.

## Discografía
EP
| Año  | Título    | Detalles                                                                                   | Posición | Posición | Posición | Ventas       |
| Año  | Título    | Detalles                                                                                   | KOR Gaon | US Heat  | US World | Ventas       |
| ---- | --------- | ------------------------------------------------------------------------------------------ | -------- | -------- | -------- | ------------ |
| 2015 | Beautiful | - Lanzamiento: 16 de febrero - Agencia: S.M. Entertainment - Formato: CD, descarga digital | 2        | 19       | 2        | KOR: 15 620+ |

Sencillos
| Año  | Título                        | Posición | Posición | Ventas                           | Álbm      |
| Año  | Título                        | KOR Gaon | US World | Ventas                           | Álbm      |
| ---- | ----------------------------- | -------- | -------- | -------------------------------- | --------- |
| 2015 | Shake That Brass (ft.Taeyeon) | 17       | 4        | KOR: 112 504+ (descarga digital) | Beautiful |

Otras canciones
| Año  | Título                        | Posición | Álbum     |
| Año  | Título                        | KOR Gaon | Álbum     |
| ---- | ----------------------------- | -------- | --------- |
| 2015 | "Beautiful"                   | 87       | Beautiful |
| 2015 | "I Just Wanna" (Ft. Eric Nam) | 63       | Beautiful |
| 2016 | "Borders"                     | -        | -         |
| 2016 | "On My Own" (Ft. Gen Neo)     | -        | -         |
| 2016 | "Need to Feel Needed"         | -        | -         |
| 2016 | "Breathe Again" (Ft. Ksuke)   | -        | -         |

Colaboraciones
| Año  | Álbum              | Canción              | Artista                |
| ---- | ------------------ | -------------------- | ---------------------- |
| 2010 | The First Second   | "I'm Back"           | Danson Tang            |
| 2010 | Really Missing You | Don't Lie            | SM The Ballad          |
| 2010 | God of Study OST   | "Spread Its Wings"   | junto a Luna y Krystal |
| 2011 | A-cha              | "Oops!"              | Super Junior           |
| 2012 | The New Beginning  | "Dance (NaNaNa)"     | Stephanie Kim          |
| 2013 | Sencillo digital   | "1-4-3 (I Love You)" | Henry Lau              |
| 2015 | We Own The World   | "We Own The World"   | Justin Oh y Luna       |
| 2015 | VIVID              | "Letting Go"         | Ailee                  |
| 2017 | Hello              | "Love Don't Hurt"    | Shannon                |
| 2017 | Future Friends     | "Fantasy"            | Superfruit             |
| 2018 | Lower single       | "Lower"              | Junto a Luna           |

## Composiciones
Además de componer la totalidad de su primer EP, Beautiful, Amber ha participado en la composición de canciones tanto para otros artistas como para sí misma, como por ejemplo:
- "Summer Lover" (Red Light), como cocompositora.
- "Goodbye Summer" (Pink Tape), como cocompositora.
- "Beautiful Stranger" (Electric Shock), como coletrista.
- "Letting go" (VIVID), como coletrista.
- "Borders", como compositora.
- "On My Own", como cocompositora.
- "Need To Feel Needed" como compositora.
- "Breathe Again" como letrista.

## Filmografía

### Programas de televisión
| Año        | Canal      | Programa                      | Notas                              |
| ---------- | ---------- | ----------------------------- | ---------------------------------- |
| 2011-2012  | KBS        | Invincible Youth 2            | Participante                       |
| 2012, 2013 | KBS2       | Hello Counselor               | Invitada en los episodios 81 y 134 |
| 2013       | MBC Music  | Show Champion                 | Presentadora                       |
| 2014       | MBC        | We Got Married Global Edition | Presentadora                       |
| 2014       | KBS        | A Song For You 3              | Presentadora                       |
| 2014       | MBC Music  | One Fine Day                  | Elenco principal                   |
| 2015       | MBC        | Real Men                      | Elenco                             |
| 2015       | MBC        | Radio Star                    | Invitada                           |
| 2015       | KBS 2TV    | Happy Together                | Con Henry Lau                      |
| 2015       | SBS        | Running Man                   | Invitada (Ep. 248)                 |
| 2015       | JSBC/JSTV  | Top Gun                       | Elenco                             |
| 2015       | KBS        | A Song For You 4              | Presentadora                       |
| 2016       | MBC        | We Got Married                | Presentadora                       |
| 2016       | Arirang TV | After School Club             | Presentadora                       |
| 2016       | tvN        | Power of Variety              | Invitada                           |
| 2017       | SBS        | Elementary School Teacher     | Invitada                           |

### Series
| Año  | Canal | Serie     | Notas                |
| ---- | ----- | --------- | -------------------- |
| 2016 | tvN   | Entourage | Personaje secundario |

### Películas
| Año  | Título                      | Papel       | Notas          |
| ---- | --------------------------- | ----------- | -------------- |
| 2018 | The Eagle and the Albatross | Ji-min Kurt | Rol secundario |

## Premios y nominaciones
| Año  | Premio                   | Categoría                    | Trabajo Nominado   | Resultado |
| ---- | ------------------------ | ---------------------------- | ------------------ | --------- |
| 2015 | Mnet Asian Music Awards  | Mejor presentación de baile  | "Shake That Brass" | Nominado  |
| 2015 | MBC Entertainment Awards | Mejor nueva artista femenina | Ella misma         | Ganó      |